# Geobacter
Geobacter ist eine Gattung prokaryotischer Mikroorganismen. Geobacter ist anaerob und gehört in die Domäne der Lebewesen Bacteria.

## Beschreibung
Die erste Isolation eines Stamms der späteren Gattung Geobacter erfolgte 1987 durch Derek Lovley aus Sedimenten des Potomac River. Die Gattung und ihre Typusart (G. metallireducens) wurden 1993 beschrieben und 1995 bestätigt. Der Namen „Geobacter“ bedeutet in etwa, dass der Organismus stabförmig ist (bacter) und unterirdisch vorkommt (Geo).
Der erste Kulturstamm, GS-15, kann amorphes Eisenoxid unter anaeroben Bedingungen zu extrazellulärem, feinkörnigem Magnetit reduzieren, wenngleich die Bakterien nicht magnetotaktisch sind. Die Eigenschaft, Metalle reduzieren zu können, führte zum Beiwort „metallireducens“ für die Typusart G. metallireducens.
Eine weitere bedeutende Geobacter-Art ist G. sulfurreducens. Die Art wurde aus Oberflächensedimenten eines Grabens in Norman (Oklahoma) isoliert, der mit Kohlenwasserstoffen verunreinigt war und 1994 beschrieben.
Die beiden ersten Arten, G. metallireducens und G. sulfurreducens, wurden als eng verwandt eingestuft und werden oft miteinander verglichen. Es sind anaerobe, dissimilatorische Eisenreduzierer, die Acetat als Elektronendonator und dreiwertiges Eisen [Fe(III)] als Elektronenakzeptor für ihren Energiestoffwechsel verwenden können. Statt des dreiwertigen Eisens kann von beiden Arten auch dreiwertiges Cobalt [Co(III)] für die Oxidation des Acetats verwendet werden.
Es liegt aber auch eine Reihe von Unterschieden zwischen den beiden Arten vor, wobei hauptsächlich die Typstämme (G. metallireducens GS-15 und G. sulfurreducens PCA) verglichen worden sind:
G. sulfurreducens kann Wasserstoff als Elektronendonator in Kombination mit Fe(III) als Elektronenakzeptor verwenden, während dies G. metallireducens nicht kann. Zum Zeitpunkt der Beschreibung (1994) war neben G. sulfurreducens kein weiterer Organismus bekannt, der die Fe(III)-Reduktion sowohl an die Oxidation von Wasserstoff als auch an die Oxidation von Acetat koppeln konnte. Ein weiterer Unterschied besteht in der Reduktion von Schwefel, die G. metallireducens nicht und G. sulfurreducens mit Wasserstoff als Elektronendonor durchführen kann (daher das Beiwort „sulfurreducens“, schwefelreduzierend). G. metallireducens kann vierwertiges Mangan [Mn(IV)] als terminalen Elektronenakzeptor verwenden und G. sulfurreducens kann das nicht. G. metallireducens kann mit Nitrat atmen und G. sulfurreducens kann das nicht. Weiterhin kann G. metallireducens verschiedene Alkohole und aromatische Verbindungen oxidieren, was G. sulfurreducens nicht kann. G. metallireducens konnte lediglich in einem Medium wachsen, dass Süßwasser entspricht, während G. sulfurreducens Eisenatmung  in einem Medium betrieb, in dem der Salzgehalt der Hälfte von Meerwasser entsprach.
Beide Arten wurden sequenziert, zuerst das Genom von G. sulfurreducens (Beschreibung 2003) und dann das Genom von G. metallireducens (Beschreibung 2009); das ringförmige, bakterielle Chromosom von G. sulfurreducens umfasste 3.814.128 bp (Typstamm PCA), das von G. metallireducens von 3.997.420 bp (Typstamm GS-15).  G. metallireducens wies zusätzlich ein Plasmid auf (pMET1, 13.762 bp). Ein Vergleich von bekannten Sequenzen und Eigenschaften wies darauf hin, dass sich G. metallireducens hinsichtlich seines Stoffwechsels, seiner Physiologie und seiner Genregulation dramatisch von anderen Geobacteraceae unterscheiden könnte.

### Eigenschaften der Gattung
Wenn man zu Informationen über die beiden bekanntesten Arten (G. metallireducens und G. sulfurreducens) einige weitere Art-Beschreibungen hinzuzieht (G. anodireducens, G. bemidjiensis, G. bremensis, G. chapellei, G. grbiciae, G. hydrogenophilus, G. lovleyi, G. pelophilus, G. psychrophilus, G. toluenoxydans, G. uraniireducens), ergibt sich folgendes Bild:
- Geobacter ist eine Gattung gramnegativer, chemoorganothropher Anaerobier, deren Zellen stäbchenförmig sind und die keine Sporen bilden.
- Die Zellen sind häufig unbeweglich, können aber bei einigen Arten auch Geißeln ausbilden und dann beweglich sein. Die Größe der Zellen liegt häufig im Bereich von 1 bis 3 Mikrometer (µm) Länge und 0,5 bis 0,6 µm Durchmesser. Es gibt kürzere (0,8 µm), längere (4 µm), dünnere (0,3 µm) und dickere (0,8 µm) Zellen in dieser Gattung. Es sind häufig gerade Stäbchen, bei einigen Art leicht gekrümmte bis gekrümmte Stäbchen.
- Besonderheiten in der Zell-Morphologie treten insofern auf, als dass manchmal neben Geißeln auch Pili ausgebildet werden und dass Vesikel vorhanden sein können. Einige Arten tendieren zur Klumpenbildung der Zellen.
- Die optimalen Wachstumstemperaturen befinden sich meist im Bereich von 30 bis 35 °C, können aber auch niedriger liegen (bis zu 17 °C). Die bevorzugten pH-Werte sind meist leicht sauer bis neutral. Der für ein Wachstum günstige Salzgehalt im Medium entspricht häufig dem von Süßwasser; Stoffwechsel kann aber auch bei einer höheren Konzentration möglich sein (die der Hälfte von Meerwasser entspricht).
- Geobacter sind bezüglich ihres Stoffwechsels Anaerobier; der Kontakt mit Sauerstoff wird manchmal vertragen (Aerotoleranz bei G. anodireducens[8]).
- Geobacter sind dissimilatorische Eisenreduzierer.[A 2] Sie können die Oxidation von Acetat als Elektronendonator an die Reduktion von dreiwertigem Eisen  [Fe(III)] als Elektronenakzeptor koppeln. Darüber hinaus sind je nach Geobacter-Art, bzw. je nach verwendetem Stamm, viele weitere Elektronendonatoren (z. B. Wasserstoff, verschiedene organische Säuren) und Elektronenakzeptoren möglich (z. B. vierwertiges Mangan [Mn(IV)], Anthrachinon-2,6-disulfonat, Fumarat, Malat, Schwefel).

### Besonderheiten beim Elektronentransfer
Geobacter-Zellen können in vielen Fällen Elektronen extrazellulär (also nach außerhalb der Zelle) übertragen; das wurde bereits beim ersten isolierten Stamm dieser Gattung festgestellt, da dieser amorphes Eisenoxid unter anaeroben Bedingungen zu extrazellulärem, feinkörnigem Magnetit reduzieren konnte. Der Sinn vom Elektronentransfer von oder nach außen ist die Nutzung von Redoxreaktionen für den Energiegewinn von Zellen. Bei amorphen Eisenoxid beispielsweise, ist die Aufnahme dieses unlöslichen terminalen Elektronenakzeptors in die Zelle nicht möglich, also werden die Elektronen nach außen abgegeben.
Geobacter-Arten nutzen einen direkten Elektronentransfer zwischen Arten (DIET) als eine Variante der Syntrophie, die zuerst für G. metallireducens und G. sulfurreducens beschrieben wurde. Bei DIET wird durch biologische Strukturen ein Weg für den extrazellulären Elektronenaustausch von Zelle zu Zelle hergestellt wird und für G. metallireducens sind mehrere DIET-Beziehungen bekannt: zu einer anderen Geobacter-Art (zu G. sulfurreducens,) und zu zwei Archaeen (zu Methanosarcina barkeri, und zu Methanosaeta harundinacea).
Eine allgemein bei Bakterien und Archaeen verbreitete Alternative zum DIET ist der Wasserstoff-Transfer zwischen Arten: ein Partner oxidiert organisches Material und reduziert mit den resultierenden Elektronen Protonen zu Wasserstoff und der andere Partner verwendet den Wasserstoff als Elektronendonator und reduziert mit den Elektronen einen terminalen Elektronenakzeptor (z. B. beim Bakterium Pelobacter carbinolicus und dem Archäon Methanosarcina barkeri ). Man darf annehmen, dass gerade bei Geobacter-Arten und bei deren Verwandten (Geobacteraceae) Kombinationen aus direkten und indirekten Varianten des Elektronentransfers vorkommen. Es gibt Untersuchungen zum Elektronentransfer zwischen den Arten durch die Unterstützung mit elektrisch (teilweise) leitfähigem Material, wie Magnetit, granulärer Aktivkohle, Biokohle und Kohlefasergewebe.
Geobacter-Arten können Pili ausbilden, die als mikrobielle Nanodrähte (englisch nanowires)  wirken und dann „E-Pili“ genannt werden (z. B.). Untersuchungen haben gezeigt, dass beim DIET zwischen G. metallireducens und G. sulfurreducens bei beiden Partnern E-Pili vorkommen können, aber nur auf der Seite des Elektronendonator-Partners (G. metallireducens) notwendig sind, während der Elektronenakzeptor-Partner (G. sulfurreducens) diese nicht zwingend ausbilden muss. Die Nanodrähte bestehen aus Cytochrom OmcS und (dem noch 1000 mal leitfähigeren) OmcZ.

## Systematik
Geobacter ist 1993 durch Lovley et al. als Gattung zusammen mit der Typusart Geobacter metallireducens beschrieben und 1995 durch die Internationale Vereinigung der Mikrobiologischen Gesellschaften (IUMS) anerkannt worden.
Die 16S-rRNA-Sequenz wies Geobacter als Mitglied der Deltaproteobacteria aus.
Geobacter ist die Typusgattung der Familie Geobacteriacea, die 2004 von Holmes et al. beschrieben und anerkannt wurde. Eine spätere, erneute Beschreibung dieser Familie verweist ebenfalls auf Geobacter als Typusgattung (Beschreibung 2005 und Anerkennung 2006).
Die aktuelle Einordnung und Nomenklatur ist in der LPSN ersichtlich. Aktuell umfasst Geobacter 19 Arten (Abruf 2019-05).
- Geobacteraceae Holmes et al. 2004; übergeordnete Familie
  - Geobacter Lovley et al. 1995
    - Geobacter anodireducens Sun et al. 2014
    - Geobacter argillaceus Shelobolina et al. 2007
    - Geobacter bemidjiensis Nevin et al. 2005
    - Geobacter bremensis Straub and Buchholz-Cleven 2001
    - Geobacter chapellei Coates et al. 2001
    - Geobacter daltonii Prakash et al. 2010
    - Geobacter grbiciae Coates et al. 2001
    - Geobacter hydrogenophilus Coates et al. 2001
    - Geobacter lovleyi Sung et al. 2009
    - Geobacter luticola Viulu et al. 2013
    - Geobacter metallireducens Lovley et al. 1995; Typusart
    - Geobacter pelophilus Straub and Buchholz-Cleven 2001
    - Geobacter pickeringii Shelobolina et al. 2007
    - Geobacter psychrophilus Nevin et al. 2005
    - Geobacter soli Zhou et al. 2014
    - Geobacter sulfurreducens Caccavo et al. 1995
      - Geobacter sulfurreducens subsp. ethanolicus Viulu et al. 2014
      - Geobacter sulfurreducens subsp. sulfurreducens Viulu et al. 2014

    - Geobacter thiogenes (De Wever et al. 2001) Nevin et al. 2007
    - Geobacter toluenoxydans Kunapuli et al. 2010
    - Geobacter uraniireducens Shelobolina et al. 2008

## Bedeutung
Durch ihren anaeroben, chemoorganotrophen Stoffwechsel haben Geobacter-Arten Bedeutung in unterirdischen Ökosystemen. Eine Untersuchung von landwirtschaftlich genutztem Boden lieferte beispielsweise Hinweise darauf, dass Geobacter-Arten in Soja-Feldern in den argentinischen Pampas einen großen Einfluss bei der mikrobiellen Stickstofffixierung haben.
Da Geobacter-Arten häufig Exoelektrogene sind und einen anaeroben, chemoorganotrophen Stoffwechsel haben, bieten sich Anwendungen an, die auf die Oxidation giftiger, organischer Verbindungen, auf die Reduktion von Schwermetallen oder auf die Gewinnung von Energie fokussiert sind. Die meisten Anstrengungen zu diesen Themengebieten lassen sich für die beiden Geobacter-Arten G. metallireducens und G. sulfurreducens finden.
Es gibt Untersuchungen zu der Frage, welche Arten von Mikroben eine gestellte Aufgabe bevorzugt übernehmen und die Geobacter-Arten bei der Elektrizitätsgewinnung aus Haushaltsabwasser favorisieren (z. B.). Bei technischen Anwendungen sind die Eigenschaften der Mikroben manchmal gleichzeitig nützlich wie hinderlich: bei G. lovleyi beispielsweise, ermöglicht sein anaerober Stoffwechsel zwar die Energiegewinnung mit Brennstoffzellen, die in künstlichen Feuchtgebieten wirksam sind, auf der anderen Seite kann seine geringe Toleranz gegenüber Sauerstoff jedoch sein Wachstum begrenzen.
Möglicherweise lassen sich verschiedene Aufgaben auch miteinander verbinden, z. B. Schadstoffabbau und Energiegewinnung: bei einer Untersuchung zur Nutzung von mikrobiellen Brennstoffzellen für den Abbau von Oxytetracyclin, in denen beide Elektroden (Anode und Kathode) eine biokompatible Oberfläche aufwiesen, blieben Geobacter-typische Zellen nach Ausreifung des Biofilms an der Anode erhalten.
Durch ihre Fähigkeit, Metalle zu reduzieren, sind Geobacter-Arten für die Umwandlung von giftigen und radioaktiven Schwermetallen, beispielsweise von Uran, interessant geworden. Geobacter reduzieren lösliche, sechswertige Uranyl-Kationen [U(VI)], so dass unlösliche Partikel mit vierwertigen Uran [U(IV)] entstehen. Die Pili wirken nicht nur als Reduktase, sondern halten die Bakterienzelle auch auf Abstand zum Uran, das nicht aufgenommen werden muss.
Geobacter können zu methanbildenden Archaeen syntrophische Beziehungen eingehen, indem sie über elektrisch leitfähige Pili (E-Pili, mikrobielle Nanodrähte) Elektronen für die Methanogenese liefern. Daher wurde häufig untersucht, wie sich die Zugabe von leitfähigem Material auf die Methanogenese auswirkt (z. B.). In einer Überblicksarbeit wird darauf eingegangen, dass nicht alle beobachtbaren Effekte automatisch auf einen direkten Elektronentransfer zwischen Arten (DIET) zurückgehen müssen, zumal DIET nur für zwei Paare (Ko-Kulturen: G. metallireducens—Methanosarcina barkeri und G. metallireducens—Methanosaeta harundinacea) sauber nachgewiesen wurde.

## Datenbanken
- LPSN, Stichwort „Geobacter“ –  https://www.bacterio.net/genus/geobacter
- NCBI, Taxonomy browser, Stichwort „Geobacter“ – https://www.ncbi.nlm.nih.gov/Taxonomy/Browser/wwwtax.cgi?id=28231